# カミーロ・ホセ・セラ大学
カミーロ・ホセ・セラ大学（スペイン語: Universidad Camilo José Cela、UCJC）は、スペイン・マドリードに本部を置く私立大学。2000年に設置された。名称はノーベル文学賞を受賞した著作家のカミーロ・ホセ・セラに由来する。

## 学部
- コミュニケーション学・人文科学部
- 教育学・健康学部
- 工学部

## キャンパス
ビラフランカキャンパス

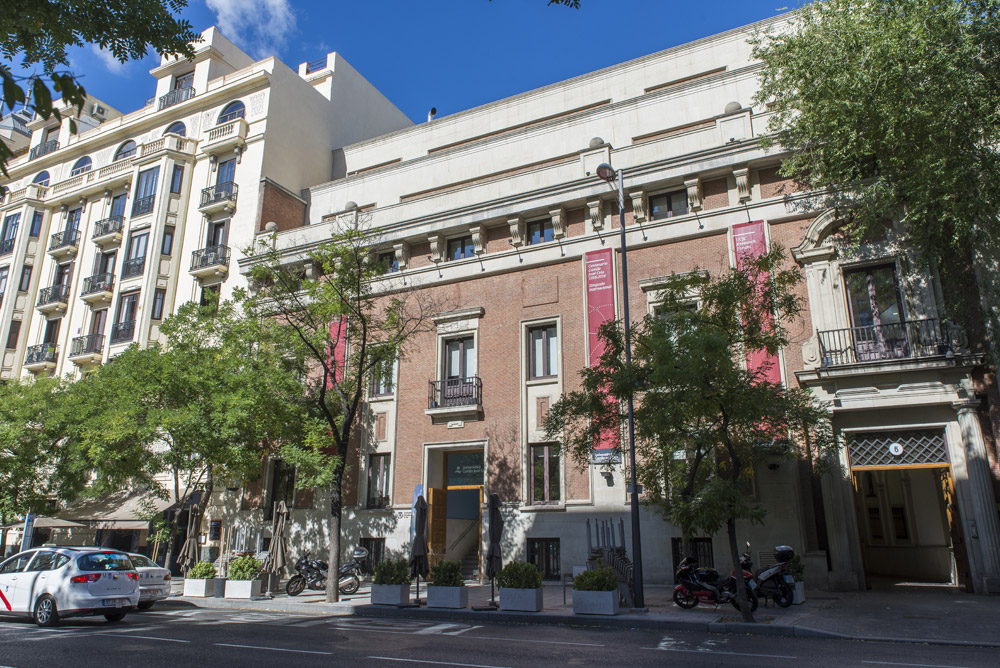
アルマグロキャンパスの本部棟

マドリードの郊外にあるビラフランカキャンパスは学部生が通学するメインキャンパスである。学生センター、教員棟、図書館、ホール、メディアラボなどがある。
アルマグロキャンパス
マドリードの中心市街地にあるアルマグロキャンパスは大学院生が通学するキャンパスである。1920年に建築家のグスタボ・フェルナンデス・バルブエナによって建設された建物を用いている。

## 出身者
- ペドロ・サンチェス - 政治家。スペインの首相。博士号(PhD)を取得。
- フアン・マヌエル・モレーノ - 政治家。アンダルシア州首相。
- ルイス・ルビアレス - スペインサッカー連盟会長。
- クリスティアン・ベナベンテ（英語版） - サッカー選手。